# Mata Verde
Mata Verde este un oraș în Minas Gerais (MG), Brazilia.